# Élections législatives belges de 1894
Les élections législatives de 1894 ont eu lieu le 14 octobre. 
Il s'agit des premières élections où le scrutin était universel masculin. Toutefois, ce mode de scrutin universel était tempéré par un système plural, c'est-à-dire qu'une certaine frange de la population avait droit à plusieurs votes selon la situation sociale.

## Contexte
Ces élections sont les premières à se tenir au suffrage universel, mais seulement masculin. L'élection fait suite à la réforme de 1893. 

### Conditions de droit de vote
Il faut être un homme belge âgé d'au moins 25 ans.

### Vote plural
Certains électeurs peuvent avoir jusqu'à deux voix supplémentaires :
- en tant qu'électeur capacitaire;
- en tant que chef de famille de plus de 35 ans, payant au moins 5 francs de taxe de résidence;
- en tant que détenteur d'un livret d'épargne de 2 000 francs minimum, ou bénéficiaire d'une rente viagère de 100 francs.

### Obligation du vote
Le vote est obligatoire. Ainsi, tout citoyen remplissant les conditions du droit de vote est obligé de se rendre aux urnes. 
Cette obligation est toujours d'application aujourd'hui.

## Résultats

### Chambre des représentants
|       |                     |           |       |        |        |
|       |                     |           |       |        |        |
| Parti | Parti               | Voix      | Voix  | Sièges | Sièges |
| Parti | Parti               | Voix      | %     | Sièges | +/-    |
|       | Parti catholique    | 926 987   | 50,05 | 102    | 10     |
|       | Parti libéral       | 515 808   | 27,85 | 17     | 43     |
|       | Parti ouvrier belge | 301 940   | 16,30 | 27     | Nv     |
|       | Autres              | 107 492   | 5,81  | 6      |        |
|       | Blancs et nuls      | 8 975     |       |        |        |
| Total | Total               | 1 941 591 | 100   | 152    | 152    |

### Sénat
| Parti | Parti               | Voix      | %    |
| ----- | ------------------- | --------- | ---- |
|       | Parti catholique    | 597 184   | 52,5 |
|       | Parti libéral       | 495 288   | 43,5 |
|       | Parti ouvrier belge | 16 535    | 1,5  |
|       | Autres              | 28 812    | 2,5  |
|       | Blancs et nuls      |           |      |
| Total | Total               | 1 137 819 | 100  |